# Santee (Californië)
Santee is een plaats (city) in de Amerikaanse staat Californië, en valt bestuurlijk gezien onder San Diego County.

## Demografie
Bij de volkstelling in 2000 werd het aantal inwoners vastgesteld op 52.975.
In 2006 is het aantal inwoners door het United States Census Bureau geschat op 52.530, een daling van 445 (-0.8%).

## Geografie
Volgens het United States Census Bureau beslaat de plaats een oppervlakte van
42,2 km², waarvan 41,6 km² land en 0,6 km² water.

## Plaatsen in de nabije omgeving
De onderstaande figuur toont nabijgelegen plaatsen in een straal van 16 km rond Santee.